# Hot Dog – Der Typ mit dem heißen Ski
Hot Dog – Der Typ mit dem heißen Ski (Originaltitel: Hot Dog… The Movie) ist eine US-amerikanische Filmkomödie aus dem Jahr 1984. Der Spielfilm von Regisseur Peter Markle basiert auf einem Drehbuch des Skifilmers Mike Marvin, der die Sportaufnahmen choreografierte und umsetzte. Er verbindet Elemente von Sport- und Jugendfilm und wurde im Lauf der Jahrzehnte vor allem in der US-Freestyle-Szene zum Kultfilm. Während sowohl zeitgenössische als auch moderne Kritiken überwiegend negativ ausfallen, war der Film ein kommerzieller Erfolg und gilt bis heute als erfolgreichster Skifilm aller Zeiten.

## Handlung
Der junge Harkin Banks aus Idaho ist mit seinem Pick-up auf dem Weg zur Freestyle-Weltmeisterschaft in Squaw Valley. An einer Tankstelle nimmt er die 17-jährige Ausreißerin Sunny mit, die unterwegs nach San Francisco ist. Die beiden verstehen sich auf Anhieb und checken im Olympiaort von 1960 gemeinsam in einem Hotel ein. Beim Abendessen treffen sie erstmals auf Harkins Idol, den Österreicher Rudolph „Rudi“ Garmisch, der sich als arrogantes Ekel herausstellt. Zurück im Hotelzimmer beeindruckt Harkin seine neue Freundin mit seinem Gitarrenspiel und die beiden schlafen miteinander.
Am nächsten Tag steht die Qualifikation für den Hauptbewerb auf dem Programm, die der Rookie Harkin mühelos übersteht. Zwei seiner Landsleute werden jedoch trotz guter Leistung übergangen, weil die Veranstalter ihre europäischen Sponsoren zufriedenstellen wollen. Er freundet sich mit einer Gruppe spaßverliebter Skifahrer um den Freestyle-Veteranen Dan O’Callahan an, die ebenfalls an den Weltmeisterschaften teilnimmt und sich selbst „The Rat Pack“ nennt. Abends erhalten Harkin und Sunny eine Einladung zu einer Hausparty bei der attraktiven Skifahrerin Sylvia, die ein Auge auf ihn geworfen hat. Nach einer Meinungsverschiedenheit mit Sunny lässt sich Harkin von der selbstbewussten Gastgeberin verführen und die beiden haben Sex in der Badewanne. Seine Freundin beobachtet das Ganze und wird ihrerseits in der Sauna mit Rudi Garmisch intim.
Rudi prahlt am nächsten Morgen auf der Piste mit seiner Eroberung und provoziert Harkin, ehe die Weltmeisterschaft mit der Disziplin Ballett startet. Dank hervorragender Noten gewinnt der Topfavorit und Harkin landet zum Unmut des Publikums nur auf Rang fünf. Nach dem Wettkampf konfrontieren sich Sunny und Harkin mit ihren Fehltritten des vergangenen Abends. Sunny macht Anstalten abzureisen, bleibt schließlich aber im Ort und versucht, sich selbst das Skifahren beizubringen. Trotz hervorragender Leistungen von Harkin auf der Buckelpiste und im Aerials gewinnt Garmisch auch diese beiden Bewerbe und kürt sich zum überlegenen Freestyle-Weltmeister. Der junge Herausforderer muss sich mit dem zweiten Rang begnügen. Die Zuschauer vermuten Schiebung und verjagen den unwürdigen Sieger mit Schneebällen.
O’Callahan fordert Garmisch und dessen Gefolge, die „Rudettes“, zu einer sogenannten Chinese Downhill, einem Abfahrtsrennen ohne Regeln heraus, um ein für allemal zu klären, wer der beste Skifahrer ist. Die Mitglieder beider Gruppen treten gleichzeitig gegeneinander an und rasen den Berg hinunter. Während einer nach dem anderen stürzt, liefern sich Harkin und Rudi an der Spitze ein enges Rennen, das ersterer schließlich hauchdünn für sich entscheidet. Er greift sich den WM-Pokal und wird von Sunny mit einem Kuss belohnt, während ihn das Publikum ausgelassen bejubelt.

## Produktion

### Drehbuch und Dreharbeiten

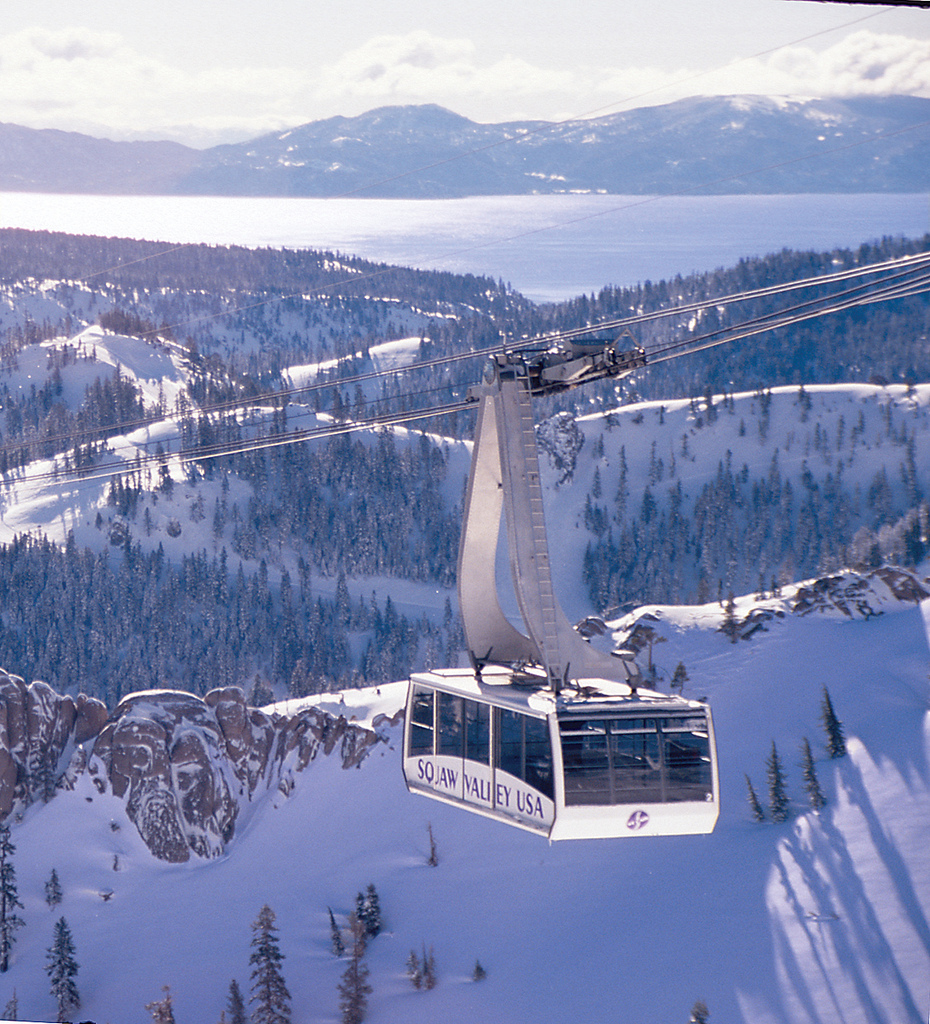
Pendelbahn im Squaw Valley Resort, im Hintergrund der Lake Tahoe

Drehbuchautor Mike Marvin wuchs in Tahoe City auf und drehte Anfang der 1970er Jahre mehrere Low-Budget-Skifilme, unter anderem über die Freestyle-Szene sowie 1972 Earth Rider über den ersten Ski-Basejump vom El Capitan. Der Hollywood-Produzent Edward S. Feldman zeigte sich überzeugt von Marvins Erzählungen aus dessen Zeit als Skifilmer und stellte ihm einen Spielfilm in Aussicht, sollte es ihm gelingen, diese Erfahrungen aus Sicht eines Athleten in ein Drehbuch zu verpacken.
Ursprünglich in Aspen geplant, fanden die Dreharbeiten im schneereichen Winter 1982 schließlich in Squaw Valley, Kalifornien, statt. Da ein Großteil der Darsteller nicht Skifahren konnte, mussten für sämtliche Skiszenen Stunt-Doubles, darunter der im Weltcup sehr erfolgreiche Frank Beddor, eingesetzt werden. Lediglich die als Michelle „Banana Pants“ besetzte Lynn Wieland und „Slasher“ George Theobald stammten tatsächlich aus der örtlichen Freestyle-Szene. Die 19-jährige Wieland war 1980 und 1981 jeweils US-Meisterin auf der Buckelpiste und im Springen. Als bekannteste Darsteller konnten David Naughton und das „Playmate des Jahres“ 1981, Shannon Tweed, verpflichtet werden. Daneben wirkten zahlreiche Einheimische aus Squaw Valley und Umgebung als Statisten mit. Die Skiaufnahmen entstanden mit einer Second Unit unter der Regie von Mike Marvin. Die wohl berühmteste Szene des Films, die finale Abfahrt, wurde auf der Olympiastrecke von 1960 gedreht und umfasst Kostüme, die in Kombination mit der Verfolgungsjagd als Anspielung auf Mad Max II – Der Vollstrecker gedacht sind. Marvins Drehbuch blieb relativ vage, weshalb viele der Dialoge improvisiert wurden.
Nach Angaben der Mitwirkenden gab es neben großzügiger Bezahlung viel Freizeit zwischen den Drehs, die mit dem Feiern wilder Partys verbracht wurde. Mike Marvin sprach Jahre später sogar von einem „Sodom und Gomorra hinter den Kulissen“.

### Synchronisation
| Schauspieler       | Rollenname              | Synchronsprecher  |
| ------------------ | ----------------------- | ----------------- |
| David Naughton     | Dan O’Callahan          | Ilja Richter      |
| Patrick Houser     | Harkin Banks            | Uwe Paulsen       |
| Tracy Smith        | Sunny                   | Liane Rudolph     |
| John Patrick Reger | Rudolph „Rudi“ Garmisch | Claus Jurichs     |
| Frank Koppala      | Squirrel Murphy         | Ronald Nitschke   |
| James Saito        | Kendo Yamamoto          | Klaus Jepsen      |
| Shannon Tweed      | Sylvia Fonda            | Karin Buchholz    |
| Sandy Hackett      | T-Shirt-Contest-MC      | Manfred Lehmann   |
| Peter Vogt         | Fader Black             | Hermann Ebeling   |
| Robert Fuhrmann    | Rick Lauter             | Andreas Mannkopff |
| Robin Haynes       | Ansager                 | Manfred Lehmann   |
| Mike Marvin        | Abfahrtsstarter         | Hans-Jürgen Wolf  |
| Gregory Beck       | Schiedsrichter          | Rolf Marnitz      |
| Ronald Hurley      | Tankwart                | Lothar Köster     |

### Soundtrack
Die Filmmusik wurde von Peter Bernstein komponiert, der 1985 eine Goldene Himbeere für seinen Beitrag zu Ekstase erhalten sollte. Das Titellied Top of the Hill wurde so wie ein weiterer Song, Hold Me, von Mark Goldenberg getextet und von Clif Magness interpretiert. Außerdem finden sich auf dem Soundtrack die zwei Lieder Dreamers on the Rise und Bringing Down the Moon von John Stewart, der Prince-Song When You Were Mine in einer Version von Mitch Ryder, Do You Love Me von Patti Austin, Hungry Like the Wolf von Duran Duran und I Will Be Here for You von Al Jarreau. John Patrick Reger, der die Rolle des Antagonisten Rudi Garmisch bekleidet und über deutsche Sprachkenntnisse verfügt, steuerte mit seinem Siegerlied einen eigenen Track bei.

## Hintergrund
Der oftmals belächelte Titel des Films hat einen realen Hintergrund. Freestyle-Skiing wurde vor allem in den 1960er und 1970er Jahren als Hot dogging bezeichnet, die Ausübenden der Sportart als Hot dogger. Einer Erklärung zufolge stammt der Ausdruck aus dem Surfsport und steht dort für Surfer, die sich die größten Wellen vornehmen und damit einem höheren Risiko aussetzen. Eine Legende besagt, dass die Bezeichnung von einem skifahrenden Jäger geprägt wurde, der über einer buckeligen Piste einen Hotdog verlor, der daraufhin auf perfekter Linie Richtung Tal rutschte und nur durch Befahren der Buckel wieder „eingefangen“ werden konnte.
 Der Film bringt die Begriffe World Championships (Weltmeisterschaften) und World Cup (Weltcup) durcheinander. So heißt es zu Beginn, Harkin Banks sei unterwegs zu den „World Championships freestyle in Squaw Valley“ und auch Rudi Garmisch wird nach seinem Sieg als World Champion bezeichnet. Nach der Qualifikation wird jedoch ein Zettel mit der Aufschrift World Cup an die Wand gepinnt, die auch auf den Startnummern der Teilnehmer zu lesen ist. Darüber hinaus ist mehrmals vom circuit (meist synonym für eine Rennserie wie den Weltcup gebraucht) die Rede. Tatsächlich fanden die ersten offiziellen Freestyle-Skiing-Weltmeisterschaften erst zwei Jahre nach Erscheinen des Films 1986 statt. Den Freestyle-Skiing-Weltcup gibt es hingegen seit der Saison 1980, die Disziplin Ballett wird seit 2000 nicht mehr ausgetragen. Im Film wird behauptet, Rudi Garmisch habe bei den Olympischen Spielen von Lake Placid eine Goldmedaille gewonnen, allerdings sind die dargestellten Freestyle-Disziplinen erst seit 1992 (Buckelpiste) bzw. 1994 (Aerials) olympisch. 
Den Ausdruck Chinese downhill (englisch für chinesische Abfahrt), der von James Saito in der Rolle des Japaners Kendo mit der Frage „What the fuck is a chinese downhill?“ bedacht wird, hatte Drehbuchautor Marvin etwa zehn Jahre vor dem Dreh aufgeschnappt. Massenstartrennen dieser Art hatten, wenn auch ohne brutalen Körperkontakt wie im Film, eine gewisse Tradition in vielen Skiorten. In Squaw Valley wurden sie bis zu einem tödlichen Unfall im Jahr 1974 abgehalten, in Aspen existierte die Bezeichnung Irish downhill.

## Rezeption

### Veröffentlichung
Hot Dog… The Movie lief am 13. Januar 1984 in den US-amerikanischen Kinos an und bescherte MGM einen unerwarteten Kassenerfolg. Die kolportierten Produktionskosten von vier Millionen US-Dollar wurden bereits am Eröffnungswochenende wieder eingespielt. Insgesamt konnte der Film im Herkunftsland je nach Quelle zwischen 20,3 und 22 Millionen Dollar lukrieren. Er gilt damit als kommerziell erfolgreichster Skifilm aller Zeiten. 
Produzent Edward S. Feldman nutzte den Gewinn danach für die Produktion des dreifach Oscar-prämierten Thrillers Der einzige Zeuge. In den deutschen Kinos startete Hot Dog – Der Typ mit dem heißen Ski am 23. November 1984. Eine in Deutschland durch Columbia Pictures vertriebene VHS-Fassung wurde leicht gekürzt, um als FSK 12 durchzugehen.

### Kritik
Der Film wird zumeist aufgrund seiner eindimensionalen Handlung sowie der Verwendung sexistischer und rassistischer Stereotype inklusive unnötiger Nacktheit negativ bewertet. Wie viele andere Teenagerfilme der 1980er Jahre, so etwa auch der vergleichbare Porky’s, wirke er heute „schockierend veraltet“. Andererseits gelänge es Hot Dog durchaus, den „wilden Geist der Skikultur“ einzufangen, der in der ersten Hälfte des Films in einem Wet-T-Shirt-Contest gipfelt. Sowohl Drehbuchautor Mike Marvin als auch eines der Stunt-Doubles betonten die Authentizität der dargestellten Eskapaden aus Sex, Alkohol und Drogen. In Anerkennung des Films und seiner Darsteller wurden am Dreh- und Handlungsort Squaw Valley das 20- und 30-jährige Jubiläum jeweils feierlich begangen.
Die Internetplattform Metacritic verzeichnet eine Bewertung von 39/100 Punkten, basierend auf sechs Kritikermeinungen. Janet Maslin von der New York Times verortete den Film im Genre Beach Party, wobei der Schnee anstelle des Surfens trete. In einer der wenigen halbwegs positiven Kritiken schrieb sie, es sei Regisseur Peter Markle gelungen, die Stimmung leicht und „weniger schwachsinnig“ anzulegen, als sie hätte sein können. Negativ erwähnte sie die Charakterzeichnung durch Drehbuchautor Mike Marvin und die „unzähligen“ Schleichwerbungen, etwa für Ski- oder Biermarken. Der Filmdienst beurteilte Hot Dog als „überdrehten Klamauk mit einigen Geschmacklosigkeiten“.
Ähnlich urteilten der Miami Herald, Time Out und der TV Guide, welcher den Film sogar als „abscheuliche Sexploitation mit studentischem Drehbuch“ bezeichnete. Brett Yates von den Mountain Times befand, die Handlung des Films würde eher an Schußfahrt als an spätere Ski-Komödien wie Ski School erinnern. Neben der Darstellung der Hauptfigur kritisierte er auch die Darstellung des Buckelpistensports, der als „flamboyantes Hopsen von einer Stelle zur anderen“ anstatt als temporeiches Rennen entlang einer Ideallinie gezeigt werde. Insgesamt werden die Skiszenen als einziger Aspekt des Films von der Kritik fast einhellig gelobt.